# Acanthomunna spinipes
Acanthomunna spinipes är en kräftdjursart som först beskrevs av Ernst Vanhöffen 1914.  Acanthomunna spinipes ingår i släktet Acanthomunna och familjen Dendrotionidae. Inga underarter finns listade i Catalogue of Life.